# Pavel Maslák
Pavel Maslák (* 21. února 1991 Havířov) je český atlet, sprinter, trojnásobný halový mistr světa (2014, 2016, 2018) a také trojnásobný halový mistr Evropy (2013, 2015, 2017) v běhu na 400 metrů. Je jediným atletem v historii, kterému se v běhu na 400 metrů podařilo získat třikrát titul halového mistra světa na třech po sobě jdoucích šampionátech a s tuto bilancí je zároveň i historicky nejúspěšnějším českým atletem v dosavadních dějinách halových mistrovství světa.
Na začátku sezóny 2017 byl držitelem celkem osmi českých historických maxim v seniorských individuálních disciplínách – čtyř národních rekordů a čtyř nejlepších českých výkonů v disciplínách, ve kterých se národní rekordy oficiálně nevedou: v bězích na 200 m, 400 m a 500 m na otevřené dráze a bězích na 150 m, 200 m, 300 m, 400 m a 500 m v hale.
Maslák je odchovancem klubu AO Slavia Havířov, za který startoval do roku 2010 včetně. V současné době (od roku 2011) závodí za klub Dukla Praha. Jeho trenérem je Dalibor Kupka, jehož svěřenkyní byla v letech 2012–2016 rovněž dvojnásobná mistryně světa v běhu na 400 metrů překážek Zuzana Hejnová. V atletických kruzích má Pavel Maslák přezdívku „Máslo“. Měří 176 cm a v roce 2016 vážil 67 kg, je levák.[zdroj?] Jeho manželkou je Nella Borovenová, mají spolu dceru Miu a syna Matea.

## Úspěchy

### Rok 2011
V roce 2011 získal v Ostravě na evropském šampionátu do 23 let bronzovou medaili na trati 200 metrů. V témže roce reprezentoval Českou republiku na Mistrovství světa v lehké atletice v jihokorejském Tegu. V rozbězích na 200 metrů si vytvořil nový osobní rekord časem 20,63 s a zaostal o pouhé tři setiny sekundy za národním rekordem. V tomto běhu startoval společně s Usainem Boltem, který tento rozběh vyhrál v čase 20,30 sekundy. Pavel Maslák postoupil do semifinále z třetího místa.

### Rok 2012
V květnu roku 2012 překonal jako první Čech po 34 letech národní rekord i ve venkovním běhu na 400 metrů. Časem 45,31 sekundy smazal rekord Karla Koláře z roku 1978 rozdílem 46 setin. Zanedlouho poté rekord překonal znovu časem 45,17 s. Již dříve v roce 2012 překonal rekord na stejné trati i v hale, a to časem 46,14 s. V červnu 2012 při MČR v atletice ve Vyškově také vyrovnal národní rekord na trati 200 metrů časem 20,60 sekundy. Na konci června vybojoval časem 45,24 s v Helsinkách titul mistra Evropy v běhu na 400 metrů.
Na olympijských hrách v Londýně (kde postoupil do semifinále) se stal časem 44,91 sekundy historicky prvním českým běžcem, který prolomil hranici 45 sekund. V Londýně potom startoval ještě v běhu na 200 metrů, kde byl v čase 20,67 sekundy vyřazen v rozběhu.
Dne 8. září 2012 v Táboře vytvořil nový český rekord na trati 200 metrů výkonem 20,59 s.

### Rok 2013
Na HME 2013 v Göteborgu vybojoval zlato na trati 400 m v českém halovém rekordu 45,66 s. Navíc přidal i bronzovou medaili ve štafetě na 4×400 m. Štafeta běžela ve složení Petr Lichý, Daniel Němeček, Pavel Maslák a Josef Prorok. Češi se k medaili dostali až po diskvalifikaci Poláků právě ze třetího místa.
Dne 13. července 2013 na ME do 23 let vylepšil český rekord na trati 200 m časem 20,49 s.
Do MS 2013 v Moskvě vstoupil třetím místem v rozběhu v čase 45,44 s. Ve svém semifinále doběhl třetí v novém českém rekordu 44,84 s, což stačilo k postupu na čas. Výborně si vedl i ve finále, kde obsadil s časem 44,91 s páté místo a nechal za sebou mimo jiné olympijského vítěze z Londýna Kiraniho Jamese. Z vítězství se radoval Američan LaShawn Merritt.

### Rok 2014
V halové sezóně Maslák zaběhl nejdřív čas 45,81 s., ve Stockholmu pak 5. 2. vyrovnal vlastní český rekord časem 45,66 s. Dne 9. 2. pak v Gentu zaběhl historicky nejrychlejší evropský čas na trati 300 metrů, a to za 32,15 s. Na HMS 2014 v Sopotech vybojoval v novém osobním i národním rekordu 45,24 sekund zlatou medaili. Na samém začátku letní sezóny, 9.5.2014, ještě stihl vytvořit v katarském Dauhá nový český rekord na 400 m (44,79 s), brzy nato ho však postihlo zranění, které mu znemožnilo starty v prakticky celé hlavní sezóně a zabránilo mu v účasti na mistrovství Evropy v atletice 2014 v Curychu – a tím i v obhajobě titulu evropského šampióna z roku 2012.

### Rok 2015
Na HME 2015 v Praze získal zlatou medaili na trati 400 m s časem 45,33 sekundy. K ní připojil ještě bronzovou medaili jako běžec závěrečného úseku české štafety na 4 × 400 metrů.
Letní část sezóny však Pavlu Maslákovi příliš mnoho úspěchů nepřinesla. V červnu zvítězil v běhu na 400 metrů v I.lize Mistrovství Evropy družstev, pořádané v řeckém Iraklionu (Héraklionu) a zasloužil se tak nemalou měrou o postup českého týmu do extraligy této soutěže. V závodech Diamantové ligy se mu však nedařilo – dobíhal většinou na sedmých (Saint-Denis) či osmých (Londýn, Eugene) místech. 1.7.2015 se časem 45,09 přiblížil ke 45sekundové hranici, ale překonat ji se mu v celé sezóně nepodařilo, a to ani při startu na mistrovství světa na otevřené dráze v Pekingu. Nad jeho síly se tam ukázal být už postup z rozběhu: časem 45,16 skončil ve svém rozběhu šestý, přičemž na přímý postup by musel dosáhnout výkonu 44,18 sekundy a pro na postup na čas by musel mít v cíli alespoň 44,71 sekundy – tedy výkon lepší, nežli byl jeho současný český rekord. Naopak na mistrovství České republiky družstev na začátku září velmi výrazně přispěl svými vítězstvími v bězích na 200 m, 400 m a účastí ve vítězné štafetě na 4 × 100 metrů k mistrovskému titulu mužů Dukly Praha.

### Rok 2017
Pavel Maslák zvítězil na všech halových závodech na 400 metrů a obhájil titul na HME 2017 v Bělehradě časem 45,77 sekundy. Zároveň vybojoval na posledním úseku štafety na 4 × 400 metrů bronz pro český tým. Na MČR v atletice v Třinci (10. - 11. 6.) si Maslák zaběhl osobní rekord v běhu na 100 metrů (10,30 s.) a druhý den vylepšil svůj osobní a zároveň i národní rekord v běhu na 200 metrů časem 20,46 sekundy.

### Rok 2019
V halové sezóně 2019 se Pavel Maslák pustil do obhajoby celkového prvenství ve Světové halové tour (IAAF World Indoor Tour, WIT) v běhu na 400 metrů mužů z roku 2016: disciplína byla po roční pauze opět zařazena do programu Tour a Maslák vyhrál hned dva závody série - v Karlsruhe a v Toruni. Pak se ovšem do čela průběžného pořadí dostal Američan Nathan Strother, kterého sice Maslák v Toruni porazil, ale který nasbíral více bodů díky většímu množství startů v Tour - vyhrál závody v Madridu a Birminghamu, kde Pavel Maslák neběžel. Maslák mezitím zvítězil v běhu na 300 m na ostravské Czech Indoor Gala (32,79 sekundy) a na halovém mistrovství ČR, pořádaném rovněž v ostravské hale, vybojoval v čase 6,76 sekundy druhé místo. Tři dny po národním mistrovství se na závěrečném mítinku World Indoor Tour v Düsseldorfu pokusil Pavel Maslák získat celkové čtvrtkařské prvenství v seriálu pro sebe: Strotherův předchozí bodový náskok nehrál v daném případě roli - do celkového skóre se započítávají jen tři nejlepší závody, a pokud by Maslák v Düsseldorfu nad Strotherem zvítězil, měl by on i Američan po třech vítězstvích - a při rovnosti bodů by rozhodovalo porovnání nejlepšího výkonu obou atletů na jakémkoli závodě Tour 2019: a tady byl ve výhodě Maslák (46,19 sekundy v Toruni, zatímco Američanovo maximum bylo 46,21 z Madridu). V Düsseldorfu však Maslák Strotherovi podlehl, a přišel tak o obhajobu prvenství i prémii 20 000 dolarů.
Několik dnů před březnovým halovým mistrovstvím Evropy v Glasgow Pavel Maslák oznámil, že vzhledem ke komplikacím virózy a pokračujícím zvýšeným teplotám na šampionátu startovat nebude - titul pak vybojoval Nor Karsten Warholm ve vyrovnaném evropském rekordu, tedy v čase lepším Maslákova osobního halového rekordu. Zároveň Pavel Maslák prohlásil - poněkud překvapivě - že nebude startovat ani na říjnovém mistrovství světa na otevřené dráze v katarském Dauhá: pozdní termín šampionátu by mu narušil přípravu na halovou sezónu 2020 a na olympijské hry 2020 v Tokiu.

## Osobní rekordy

### na otevřené dráze
- 100 m – 10,30 s (Třinec, 10. 6. 2017; s nedovolenou podporou větru 10,22 s, Brno 2.7.2011, podpora větru +3,7 metru za sekundu)
- 200 m – 20,46 s (Třinec 11. 6. 2017, český rekord)
- 300 m – 31,80 s (Ostrava 28. 6. 2017, český rekord)[17]
- 400 m – 44,79 s (Dauhá 9. 5. 2014, český rekord)
- 500 m – 1:00,35 min. (Cheb 2. 8. 2013, nejlepší český výkon)

### v hale
- 60 m – 6,65 s (Praha 15. 2. 2014)
- 150 m – 15,72 s (Praha 23. 1. 2015, nejlepší český výkon)
- 200 m – 20,52 s (Praha 16. 2. 2014, český rekord)
- 300 m – 32,15 s (Gent 9. 2. 2014, nejlepší evropský výkon)
- 400 m – 45,24 s (Sopoty 8. 3. 2014, český rekord)
- 500 m – 1:00,36 min. (Praha 25. 2. 2014, nejlepší evropský výkon) [18]

### Rekordy ve štafetách a v mládežnických kategoriích, regionální rekordy
Pavel Maslák je rovněž spoluautorem současného českého rekordu ve štafetě na 4 × 400 metrů (3:00,99 s, Matěj Krsek, PAVEL MASLÁK, Vít Müller, Patrik Šorm, Budapešť, 26. 8. 2023) a českého halového rekordu ve štafetě na 4 × 400 metrů (3:04,09 Daniel Němeček, Patrik Šorm, Jan Tesař, PAVEL MASLÁK, Praha 8. 3. 2015).
Je autorem řady stále platných českých národních rekordů a nejlepších výkonů v mládežnických kategoriích: na otevřené dráze jsou to v juniorské kategorii (do 19 let včetně) české rekordy na 200 m (20,95 sekundy, Novi Sad 25.7.2009) a ve štafetě na 4 × 100 metrů (tým České republiky – Martin Říčař, Lukáš Šťastný, PAVEL MASLÁK, Václav Zich, 39,57 sekundy, Novi Sad 26.7.2009), v kategorii dorostenců (do 17 let včetně) národní rekord ve štafetě na 4 × 100 metrů (tým České republiky – Alexandr Herman, Lukáš Šťastný, PAVEL MASLÁK, Martin Říčař 41,11 sekundy, Praha 17.6.2008). Z nejlepších výkonů jsou to pak současná česká historická maxima v kategorii do 22 let (20,49 sekundy na 200 metrů, 44,84 sekundy na 400 metrů, zaběhnutých 12.8.2013 v Moskvě a do této kategorie spadá i jeho osobní rekord v běhu na 500 metrů – 1:00,35, dosažený 2.8.2013 v V Chebu). Další nejlepší české výkony všech dob drží Pavel Maslák v běhu na 300 metrů: a to jak v juniorské kategorii (33,13 sekundy, Ostrava 27. 5. 2010), tak i v dorostencích (33,68 sekundy, Ostrava 12. 6. 2008).
V hale mu až do 21. 2. 2016 patřil český juniorský rekord na 200 metrů (21,39 sekundy, Vídeň 16.2.2010), který onoho dne v Praze časem 21,22 sekundy překonal českobudějovický Jiří Polák. Pavlu Maslákovi zůstává nejlepší český juniorský výkon v běhu na 300 metrů (34,37 sekundy, Praha 15.1.2010). V kategorii atletů do 22 let je autorem nejlepšího českého halového výkonu v běhu na 400 metrů, kterým je jeho vítězný čas 45,66 sekundy, zaběhnutý 3.3.2013 na evropském halovém šampionátu v Göteborgu.
Díky svým začátkům v havířovském klubu je Pavel Maslák dodnes držitelem řady rekordů Moravy a Slezska: jeho juniorský výkon 33,13 sekundy v běhu na 300 metrů, dosažený 27.5.2010 v Ostravě, je zároveň i seniorským rekordem těchto historických území České republiky. Další juniorský rekord Moravy a Slezska drží Maslák v běhu na 200 metrů (20,95 sekundy, Novi Sad 25.7.2009) a patří mu pět rekordů Moravy a Slezska v kategorii dorostu: v běhu na 100 metrů (10,58 sekundy, Třinec 31.5.2008), v běhu na 200 metrů (21,40 sekundy, Praha 7.6.2008), v běhu na 400 metrů (47,60 sekundy, Rijeka 3.6.2008), v běhu na 300 metrů překážek (36,96 sekundy, Praha 22.6.2008) a v běhu na hladkých 300 metrů (33,68 sekundy, Ostrava 12.6.2008. Nejstarším rekordem Pavla Masláka je jeho rekord Moravy a Slezska starších žáků v běhu na 400 metrů (50,50 sekundy), zaběhnutý 23.9.2006 v Ostravě. V hale patří Pavlu Maslákovi juniorské rekordy Moravy a Slezska v bězích na 60 metrů (6,76 sekundy, Vídeň 16.2.2010), 200 metrů (21,39 sekundy, Vídeň 16.2.2010), 150 metrů (16,40 sekundy, Praha 15.1.2010) a 300 metrů (34,37 sekundy, Praha 15.1.2010). Dorosteneckým halovým rekordmanem Moravy a Slezska je Pavel Maslák v bězích na 200 metrů (22,22 sekundy, Vídeň 29.1.2008) a 400 metrů (48,82 sekundy, Praha 17.2.2008).

## Výkony Pavla Masláka v jednotlivých sezónách

### 200 m (otevřená dráha)
| rok  | výkon | pořadí svět | pořadí Evropa | pořadí ČR | pořadí junioři ČR | pořadí dorostenci ČR | s nepovolenou podporou větru |
| ---- | ----- | ----------- | ------------- | --------- | ----------------- | -------------------- | ---------------------------- |
| 2006 | 23,14 |             |               |           |                   |                      |                              |
| 2007 | 22,11 |             |               | 41        | 11                | 8                    |                              |
| 2008 | 21,40 |             |               | 10        | 3                 | 2                    |                              |
| 2009 | 20,95 | 275=        |               | 5         | 1                 | -                    |                              |
| 2010 | 21,05 | 362=        |               | 3         | 1                 | -                    | 20,97                        |
| 2011 | 20,63 | 103=        | 26            | 1         | -                 | -                    |                              |
| 2012 | 20,59 | 109=        |               | 1         | -                 | -                    |                              |
| 2013 | 20,49 | 66=         | 18            | 1         | -                 | -                    |                              |
| 2014 | 20,63 | 140         | 24            | 1         | -                 | -                    |                              |
| 2015 | 20,58 | 119=        |               | 1         | -                 | -                    |                              |
| 2016 | 20,65 |             |               | 1         | -                 | -                    |                              |
| 2017 | 20,46 |             |               | 1         | -                 | -                    |                              |
| 2018 | 20,70 |             |               | 1         | -                 | -                    |                              |

### 400 m (otevřená dráha)
| rok  | výkon | pořadí svět | pořadí Evropa | pořadí ČR | pořadí junioři ČR | pořadí dorostenci ČR | pořadí žáci ČR |
| ---- | ----- | ----------- | ------------- | --------- | ----------------- | -------------------- | -------------- |
| 2006 | 50,41 |             |               |           |                   |                      | 1              |
| 2007 | 48,30 |             |               | 20        | 3                 | 1                    | -              |
| 2008 | 47,60 |             |               | 11        | 2                 | 1                    | -              |
| 2009 | 47,44 |             |               | 9         | 1                 | -                    | -              |
| 2010 | 46,89 |             |               | 4         | 1                 | -                    | -              |
| 2011 | 47,43 |             |               | 5         | -                 | -                    | -              |
| 2012 | 44,91 | 16          | 3             | 1         | -                 | -                    | -              |
| 2013 | 44,84 | 11          | 3             | 1         | -                 | -                    | -              |
| 2014 | 44,79 | 13          | 3             | 1         | -                 | -                    | -              |
| 2015 | 45,09 | 43=         | 11=           | 1         | -                 | -                    | -              |
| 2016 | 45,06 |             |               | 1         | -                 | -                    | -              |
| 2017 | 45,10 |             |               | 1         | -                 | -                    | -              |
| 2018 | 45,59 |             |               | 1         | -                 | -                    |                |

V roce 2011 dosáhl Pavel Maslák v hale lepšího výkonu (47,05 sekundy) nežli na otevřené dráze.
Symbol = označuje, že stejného výkonu dosáhli dva atleti či více atletů.

### 400 m (hala)
| rok  | výkon       | pořadí svět | pořadí Evropa | pořadí ČR | pořadí junioři ČR | pořadí dorostenci ČR |
| ---- | ----------- | ----------- | ------------- | --------- | ----------------- | -------------------- |
| 2008 | 48,82       |             |               | 16        | 3                 | 1                    |
| 2009 | nestartoval |             |               |           |                   |                      |
| 2010 | nestartoval |             |               |           |                   |                      |
| 2011 | 47,05       | 66          | 25            | 4         | -                 | -                    |
| 2012 | 46,14       | 16 (20)     | 4 (4)         | 1         | -                 | -                    |
| 2013 | 45,66       | 3 (3)       | 1 (1)         | 1         | -                 | -                    |
| 2014 | 45,22       | 3 (3)       | 1 (1)         | 1         | -                 | -                    |
| 2015 | 45,27       | 1 (1)       | 1 (1)         | 1         | -                 | -                    |
| 2016 | 45,44       | 2 (3)       | 1 (1)         | 1         | -                 | -                    |
| 2017 | 45,77       | 8           | 1             | 1         | -                 | -                    |
| 2018 | 45,47       | 11          | 1             | 1         | -                 | -                    |
| 2019 | 46,19       | 24          | 6             | 1         | -                 | -                    |

Pořadí ve světových a evropských tabulkách jednotlivých sezón je uvedeno dvakrát: první číslo udává pořadí pouze na drahách ne delších nežli 200 m (220 yardů), druhé číslo (v závorce) vyjadřuje absolutní pořadí po započtení výkonů dosažených na oválech delších nežli 200 m (220 yardů).

## Nejlepší výkony Pavla Masláka

### 200 m (otevřená dráha)
| výkon | pořadí         | místo                                    | datum     | závod                                        |
| ----- | -------------- | ---------------------------------------- | --------- | -------------------------------------------- |
| 20,46 | 1              | Třinec                                   | 11.6.2017 | mistrovství České republiky                  |
| 20,49 | 3              | Tampere                                  | 13.7.2013 | mistrovství Evropy v atletice do 23 let      |
| 20,51 | 1 (rozběh)     | Tampere                                  | 12.7.2013 | mistrovství Evropy v atletice do 23 let      |
| 20,58 | 1              | Plzeň                                    | 27.6.2015 | mistrovství České republiky                  |
| 20,59 | 1              | Tábor                                    | 8.9.2012  | mistrovství České republiky družstev         |
| 20,60 | 1              | Vyškov                                   | 17.6.2012 | mistrovství České republiky                  |
| 20,63 | 3 (rozběh)     | Tegu                                     | 2.9.2011  | mistrovství světa                            |
| 20,63 | 1              | Vila Real de Santo António / Portugalsko | 25.5.2014 | evropský pohár mistrovských klubů, skupina A |
| 20,65 | 1              | Potchefstroom / Jižní Afrika             | 26.1.2016 | Athletics Central North West League Meeting  |
| 20,66 | 2 (semifinále) | Ostrava                                  | 16.7.2011 | mistrovství Evropy v atletice do 23 let      |
| 20,66 | 1              | Praha                                    | 17.9.2011 | mistrovství České republiky družstev         |
| 20,66 | 1 (rozběh)     | Vyškov                                   | 17.6.2012 | mistrovství České republiky                  |
| 20,66 | 4              | Lille                                    | 25.6.2017 | mistrovství Evropy družstev - superliga      |

### 200 m (hala)
| výkon | pořadí      | místo                                            | datum     | závod                              |
| ----- | ----------- | ------------------------------------------------ | --------- | ---------------------------------- |
| 20,52 | 1           | Praha-Stromovka (Atletická hala Otakara Jandery) | 16.2.2014 | halové mistrovství České republiky |
| 20,57 | 1           | Praha-Stromovka (Atletická hala Otakara Jandery) | 26.2.2017 | halové mistrovství České republiky |
| 20,71 | 1 (rozběh)  | Praha-Stromovka (Atletická hala Otakara Jandery) | 16.2.2014 | halové mistrovství České republiky |
| 20,78 | 1           | Ostrava (Atletická hala Vítkovice)               | 28.2.2016 | halové mistrovství České republiky |
| 20,96 | 1 (rozběh)  | Praha-Stromovka (Atletická hala Otakara Jandery) | 26.2.2017 | halové mistrovství České republiky |
| 20,90 | 1           | Praha-Stromovka (Atletická hala Otakara Jandery) | 18.2.2018 | halové mistrovství České republiky |
| 20,98 | 1 (rozběh)  | Ostrava (Atletická hala Vítkovice)               | 28.2.2016 | halové mistrovství České republiky |
| 20,98 | 1 (běh č.1) | Praha-Stromovka (Atletická hala Otakara Jandery) | 4.2.2018  | přebor Prahy                       |
| 21,07 | 1 (rozběh)  | Praha-Stromovka (Atletická hala Otakara Jandery) | 18.2.2018 | halové mistrovství České republiky |
| 21,33 | 1 (rozběh)  | Praha-Stromovka (Atletická hala Otakara Jandery) | 20.2.2011 | halové mistrovství České republiky |

### 400 m (otevřená dráha)
| výkon | pořadí         | místo               | datum     | závod                               |
| ----- | -------------- | ------------------- | --------- | ----------------------------------- |
| 44,79 | 3              | Dauhá               | 9.5.2014  | Diamantová liga                     |
| 44,84 | 3 (semifinále) | Moskva              | 12.8.2013 | mistrovství světa                   |
| 44,91 | 2 (rozběh)     | Londýn              | 4.8.2012  | olympijské hry                      |
| 44,91 | 5              | Moskva              | 13.8.2013 | mistrovství světa                   |
| 44,91 | 3              | Curych              | 29.8.2013 | mítink Weltklasse / Diamantová liga |
| 45,06 | 3 (semifinále) | Rio de Janeiro      | 13.8.2016 | olympijské hry                      |
| 45,09 | 1              | Velenje / Slovinsko | 1.7.2015  | EA Classic                          |
| 45,10 | 1              | Varšava             | 19.8.2012 | memoriál Kamily Skolimowské         |
| 45,10 | 4 (rozběh)     | Londýn              | 5.8.2017  | mistrovství světa                   |
| 45,13 | 5              | Paříž-St.Denis      | 6.7.2013  | Diamantová liga                     |
| 45,13 | 6              | Monako              | 15.7.2016 | mítink Herculis / Diamantová liga   |

### 400 m (hala)
| výkon | pořadí         | místo                                            | datum     | závod                                |
| ----- | -------------- | ------------------------------------------------ | --------- | ------------------------------------ |
| 45,24 | 1              | Sopoty                                           | 8.3.2014  | halové mistrovství světa             |
| 45,27 | 1              | Praha-Stromovka (Atletická hala Otakara Jandery) | 22.2.2015 | halové mistrovství České republiky   |
| 45,33 | 1              | Praha (O2 arena)                                 | 7.3.2015  | halové mistrovství Evropy            |
| 45,44 | 1              | Portland                                         | 19.3.2016 | halové mistrovství světa             |
| 45,47 | 1              | Birmingham                                       | 3.3.2018  | halové mistrovství světa             |
| 45,66 | 1              | Göteborg                                         | 3.3.2013  | halové mistrovství Evropy            |
| 45,66 | 1              | Stockholm                                        | 6.2.2014  | halový mítink XL Galan / mítink IAAF |
| 45,71 | 1 (semifinále) | Portland                                         | 18.3.2016 | halové mistrovství světa             |
| 45,77 | 1              | Bělehrad                                         | 4.3.2017  | halové mistrovství Evropy            |
| 45,79 | 1 (semifinále) | Sopoty                                           | 7.3.2014  | halové mistrovství světa             |

## České mistrovské tituly Pavla Masláka (kategorie senioři-muži)

### otevřená dráha
| rok / disciplína | 100 metrů             | 200 metrů   | 400 metrů   | štafeta 4 × 100 metrů                            | štafeta 4 × 400 metrů                                |
| ---------------- | --------------------- | ----------- | ----------- | ------------------------------------------------ | ---------------------------------------------------- |
| 2011 (Brno)      | 10,22 (vítr +3,7 m/s) | -           | -           | 40,80 Dukla Praha (Čada, Šťastný, MASLÁK, Lichý) | -                                                    |
| 2012 (Vyškov)    | -                     | 20,60       | -           | -                                                | 3:05,31 Dukla Praha (Lichý, MASLÁK, Holuša, Němeček) |
| 2013 (Tábor)     | -                     | 20,67       | -           | -                                                | -                                                    |
| 2014 (Ostrava)   | zraněn                | zraněn      | zraněn      | zraněn                                           | zraněn                                               |
| 2015 (Plzeň)     | -                     | 20,58       | -           | -                                                | -                                                    |
| 2016 (Tábor)     | nestartoval           | nestartoval | nestartoval | nestartoval                                      | nestartoval                                          |
| 2017 (Třinec)    | -                     | 20,46       | -           | -                                                | -                                                    |
| 2018 (Kladno)    | -                     | -           | 46,09       | -                                                | -                                                    |

### hala
| rok /disciplína | 60 metrů | 200 metrů | 400 metrů | štafeta 4x200metrů (4 × 400 metrů) |
| --------------- | -------- | --------- | --------- | ---------------------------------- |
| 2011 (Praha)    | -        | 21,38     | -         | -                                  |
| 2012 (Praha)    | -        | -         | -         | -                                  |
| 2013 (Praha)    | -        | -         | -         | -                                  |
| 2014 (Praha)    | 6,67     | 20,52     | -         | -                                  |
| 2015 (Praha)    | -        | -         | 45,27     | -                                  |
| 2016 (Ostrava)  | -        | 20,78     | -         | -                                  |
| 2017 (Praha)    | -        | 20,57     | -         | -                                  |
| 2018 (Praha)    | -        | 20,90     | -         | -                                  |
| 2019 (Ostrava)  | -        | -         | -         | -                                  |

### mistrovství atletů do 22 let
| rok / disciplína       | 100 metrů | 200 metrů | 400 metrů | štafeta 4 × 100 metrů                               | štafeta 4 × 400 metrů                                |
| ---------------------- | --------- | --------- | --------- | --------------------------------------------------- | ---------------------------------------------------- |
| 2009 (Plzeň)           | -         | 21,58     | -         | -                                                   | -                                                    |
| 2010 (Břeclav)         | 10,79     | 21,46     | -         | -                                                   | -                                                    |
| 2011 (Písek)           | -         | -         | -         | -                                                   | -                                                    |
| 2012 (Praha)           | 10,57     | -         | 46,82     | 40,30 Dukla Praha (Helcelet, Šťastný, MASLÁK, Zich) | 3:10,25 Dukla Praha (Kubista, Němeček, Brož, MASLÁK) |
| 2013 (Ústí nad Orlicí) | -         | -         | -         | -                                                   | -                                                    |

### mistrovství České republiky družstev
| rok                          | mistr ČR      | vítězství Pavla Masláka ve finálové části mistrovství                                              |
| ---------------------------- | ------------- | -------------------------------------------------------------------------------------------------- |
| 2011 (Praha)                 | Dukla Praha   | 200 m (20,66), 4 × 100 m (40,48), 4 × 400 m (3:10,40)                                              |
| 2012 (Tábor)                 | Dukla Praha   | 200 m (20,59), 400 m (46,94), 4 × 100 m (40,69)                                                    |
| 2013 (Nové Město nad Metují) | Dukla Praha   | 200 m (20,76), 4 × 100 m (40,86)                                                                   |
| 2014 (Kolín)                 | (Dukla Praha) | Zvítězila Dukla Praha, Pavel Maslák ovšem vinou zranění ve finálové části mistrovství nestartoval. |
| 2015 (Praha)                 | Dukla Praha   | 200 m (21,24), 400 m (47,29), 4 × 100 m (41,32)                                                    |
| 2016 (Ústí nad Orlicí)       | Dukla Praha   | (bez vítězství, druhé místo v běhu na 100 metrů)                                                   |
| 2017 (Plzeň)                 | Dukla Praha   | (bez vítězství, druhá místa v bězích na 200 metrů a 400 metrů)                                     |
| 2018 (Uherské Hradiště)      | (Dukla Praha) | Zvítězila Dukla Praha, Pavel Maslák ovšem ve finálové části mistrovství nestartoval                |

## České mistrovské tituly Pavla Masláka (kategorie junioři)

### hala
| rok / disciplína | 60 metrů | 200 metrů | 400 metrů |
| ---------------- | -------- | --------- | --------- |
| 2009 (Praha)     | -        | 21,57     | -         |
| 2010 (Praha)     | 6,76     | 21,47     | -         |

## České mistrovské tituly Pavla Masláka (kategorie dorostenci)

### hala
| rok / disciplína | 60 metrů | 200 metrů | 400 metrů |
| ---------------- | -------- | --------- | --------- |
| 2007 (Praha)     | -        | -         | -         |
| 2008 (Praha)     | -        | -         | 48,82     |

## Pavel Maslák v ročních žebříčcích (world rankings) časopisu Track & Field News

### 400 m
| rok  | pořadí   | poznámka                                        |
| ---- | -------- | ----------------------------------------------- |
| 2013 | 7. místo | druhá příčka mezi evropskými běžci na 400 metrů |

## Pavel Maslák v českých žebříčcích jednotlivých sezón
Pořadí Pavla Masláka v českých žebříčcích, které každý rok publikuje čtvrtletník Atletika a které (pro každou disciplínu zvlášť) sestavuje český statistik RNDr. Luděk Follprecht. V každé disciplíně je stanovováno pořadí pěti nejlepších atletů roku.
| rok / disciplína | 100 metrů | 200 metrů | 400 metrů |
| ---------------- | --------- | --------- | --------- |
| 2010             | -         | 1. místo  | -         |
| 2011             | 1. místo  | 1. místo  | 4. místo  |
| 2012             | -         | 1. místo  | 1. místo  |
| 2013             | 3. místo  | 1. místo  | 1. místo  |
| 2014             | -         | 1. místo  | 1. místo  |
| 2015             | -         | 1. místo  | 1. místo  |
| 2016             | 2. místo  | 1. místo  | 1. místo  |

## Pavel Maslák v anketě Atlet roku
Pořadí Pavla Masláka v anketě Atlet roku, v níž je každoročně vyhlašován nejlepší český atlet sezóny:

### hlavní kategorie (Atlet roku)
| rok  | pořadí         | pořadí |
| ---- | -------------- | --- |
| 2009 | 24.- 26. místo | 21. místo (juniorská štafeta 4 × 100 m - Martin Říčař, Lukáš Šťastný, PAVEL MASLÁK, Václav Zich)                                                    |
| 2010 | 21. místo      | |
| 2011 | 9. místo       | |
| 2012 | 4. místo       | 19.- 20. místo (štafeta 4 × 400 m - Daniel Němeček, PAVEL MASLÁK, Josef Prorok, Jakub Holuša)                                                       |
| 2013 | 4. místo       | 17. místo (štafeta 4 × 400 m v hale - Daniel Němeček, Josef Prorok, Petr Lichý, PAVEL MASLÁK)                                                       |
| 2014 | 3. místo       | |
| 2015 | 3. místo       | 17. místo (štafeta 4 × 400 m v hale - Daniel Němeček, Patrik Šorm, Jan Tesař, PAVEL MASLÁK)                                                         |
| 2016 | 3. místo       | 20. místo (štafeta 4 × 400 m - Jan Tesař, PAVEL MASLÁK, Michal Desenský, Patrik Šorm)                                                               |
| 2017 | 6. místo       | 21. místo (štafeta 4 × 400 m v hale - Patrik Šorm, Jan Tesař, Jan Kubista, PAVEL MASLÁK)                                                            |
| 2018 | 5. místo       | 22. místo (štafeta 4 × 400 m - Patrik Šorm, Michal Desenský, Vít Müller, PAVEL MASÁk) = český rekord 3:02,52 v rozběhu mistrovství Evropy v Berlíně |

### kategorie Junior roku
| rok  | pořadí       | pořadí                                                                                           |
| ---- | ------------ | ------------------------------------------------------------------------------------------------ |
| 2009 | 5. místo     | 1. místo ( juniorská štafeta 4 × 100 m - Martin Říčař, Lukáš Šťastný, PAVEL MASLÁK, Václav Zich) |
| 2010 | 1. místo     |                                                                                                  |
| 2011 | 7.- 8. místo |                                                                                                  |

### kategorie Objev roku
| rok  | pořadí        | pořadí                                                                                          |
| ---- | ------------- | ----------------------------------------------------------------------------------------------- |
| 2009 | 6. místo      | 8. místo (juniorská štafeta 4 × 100 m - Martin Říčař, Lukáš Šťastný, PAVEL MASLÁK, Václav Zich) |
| 2010 | 7. místo      |                                                                                                 |
| 2011 | 1. místo      |                                                                                                 |
| 2012 | 10.-11. místo |                                                                                                 |

## Pavel Maslák v anketě Sportovec roku
Pořadí Pavla Masláka v anketě Sportovec roku, ve které každoročně Klub sportovních novinářů vyhlašuje nejlepší české sportovce roku:

### jednotlivci
| rok  | pořadí    |
| ---- | --------- |
| 2012 | 27. místo |
| 2013 | 16. místo |
| 2014 | 16. místo |
| 2015 | 26. místo |
| 2016 | 20. místo |
| 2017 | ---       |
| 2018 | 22. místo |

V roce 2017 se Pavel Maslák neumístil v první třicítce sportovců, jejichž pořadí je oficiálně zveřejňováno.

### Kolektivy
|      | pořadí    | kolektiv                                                                     |
| ---- | --------- | ---------------------------------------------------------------------------- |
| 2017 | 10. místo | štafeta 4 × 400 m v hale (Patrik Šorm, Jan Tesař, Jan Kubista, PAVEL MASLÁK) |

## Cena Vycházející hvězda evropské atletiky za rok 2012
Pavel Maslák získal za rok 2012 cenu Vycházející hvězda evropské atletiky (European Athletics Rising Star Award), která je od roku 2007 součástí ankety Atlet Evropy (European Athlete of the Year), vyhlašované každoročně Evropskou atletickou asociací (EAA).

## Evropský atlet měsíce v březnu 2014
Evropská atletická asociace rovněž vyhlásila Pavla Masláka Evropským atletem měsíce za březen 2014 v anketě European Athlete of the Month, kterou EAA od roku 2007 každý měsíc vypisuje jako otevřené hlasování prostřednictvím svých facebookových a twitterových stránek. EAA zařadila Pavla Masláka mezi nominované evropské atlety také na měsíc březen 2015, v tomto měsíci se ovšem stal vítězem hlasování v mužské kategorii francouzský chodec Yohann Diniz.